# ワッツ (小惑星)
ワッツ (1798 Watts) は小惑星帯に位置するS型小惑星。1949年4月4日、インディアナ小惑星計画 (Indiana Asteroid Program) によりゲーテ・リンク天文台で発見された。アメリカ合衆国の天文学者、チェスター・ワッツ（Chester Burleigh Watts、1889年 - 1971年）に因んで命名された。